# Acanthogonatus huaquen
Acanthogonatus huaquen är en spindelart som beskrevs av Pablo A. Goloboff 1995. Acanthogonatus huaquen ingår i släktet Acanthogonatus och familjen Nemesiidae. Inga underarter finns listade i Catalogue of Life.